# Райан, Майк
Майкл Ро́берт Ра́йан (англ. Michael Robert Ryan; род. 26 декабря 1941, Бэннокберн) — новозеландский легкоатлет шотландского происхождения, специалист по бегу на длинные дистанции и марафону. Выступал на крупных международных соревнованиях в период 1966—1971 годов, бронзовый призёр летних Олимпийских игр в Мехико, победитель Фукуокского марафона, обладатель бронзовой медали Игр Британской империи и Содружества наций, многократный победитель и призёр забегов национального значения.

## Биография
Майк Райан родился 26 декабря 1941 года в небольшом городке Бэннокберн округа Стерлинг, Шотландия. Серьёзно заниматься бегом начал с раннего детства, становился чемпионом Шотландии среди юниоров в беге на милю, попадал в число призёров взрослого национального первенства в дисциплине кросс-кантри.
В 1963 году переехал на постоянное жительство в Новую Зеландию, работал инженером на бумажной фабрике в городе Токороа региона Уаикато. Здесь проходил подготовку под руководством известного легкоатлета Джона Дэвиса, который познакомил его с методами патриарха новозеландского бега Артура Лидьярда. Дэвис помог Райану развить необычайную выносливость, которая впоследствии помогала ему в борьбе с сильнейшими марафонцами мира.
Прежде чем сконцентрироваться на марафоне, Райан пробовал себя в различных дисциплинах бега на длинные дистанции, побеждал на трековых чемпионатах Новой Зеландии в беге на 5000 и 10 000 метров, а также в беге на 6 миль и беге по пересечённой местности.
Первого серьёзного успеха на международном уровне добился в сезоне 1966 года, когда вошёл в основной состав новозеландской национальной сборной и побывал на Играх Британской империи и Содружества наций в Кингстоне, откуда привёз награду бронзового достоинства, выигранную в марафоне в условиях невероятной африканской жары — сумел обойти признанных фаворитов эфиопа Абебе Бикила и австралийца Дерека Клейтона, уступив на финише только Джиму Олдеру из Шотландии и Биллу Эдкоксу из Англии. Позже одержал победу на Фукуокском марафоне в Японии — показал здесь результат 2:14:05, который стал не только его личным рекордом, но ещё и лучшим результатом всего сезона среди всех марафонцев мира.
Благодаря череде удачных выступлений в 1968 году Райан удостоился права защищать честь страны на летних Олимпийских играх в Мехико. Марафонский забег проходил здесь на высоте около 6000 метров над уровнем моря в условиях сильно разреженного воздуха, что было крайне неудобно для проживавшего в равнинной местности новозеландского спортсмена. Тем не менее, с результатом 2:23:45 он прибежал к финишу третьим позади эфиопа Мамо Волде и японца Кэндзи Кимихары, завоевав тем самым бронзовую олимпийскую медаль.
После мексиканской Олимпиады Майк Райан ещё в течение некоторого времени оставался в составе легкоатлетической команды Новой Зеландии и продолжал принимать участие в крупнейших международных стартах. Так, 1969 году он выступил на впервые проводившихся Играх тихоокеанской конференции в Токио, где занял пятое место на дистанции 10 000 метров. Оставался членом сборной вплоть до 1971 года.
Завершив спортивную карьеру, в 1973 году с семьёй переехал в Окленд, при этом продолжал заниматься бегом, регулярно выступал на любительских и ветеранских соревнованиях в 1980-х и 1990-х годах. Проявил себя как тренер по лёгкой атлетике.
В 2008 году введён в Новозеландский зал славы спорта.